# Liegi-Bastogne-Liegi 1932
La Liegi-Bastogne-Liegi 1932, ventiduesima edizione della corsa, fu disputata il 5 maggio 1932 per un percorso di 214 km. Fu vinta dal belga Marcel Houyoux, giunto al traguardo in 6h32'02" alla media di 32,752 km/h, precedendo i connazionali Leopold Roosemont e Gérard Lambrechts. 
I corridori che portarono a termine la gara al traguardo di Liegi furono in totale 28.

## Ordine d'arrivo (Top 10)
| Pos. | Corridore         | Squadra         | Tempo    |
| ---- | ----------------- | --------------- | -------- |
| 1    | Marcel Houyoux    | -               | 6h32'02" |
| 2    | Leopold Roosemont | -               | s.t.     |
| 3    | Gerard Lambrechts | -               | s.t.     |
| 4    | Hermann Buse      | Atala           | s.t.     |
| 5    | Cornelius Leemans | -               | s.t.     |
| 6    | Achille Viane     | -               | s.t.     |
| 7    | Eugène Gybels     | -               | s.t.     |
| 8    | Alphons De Beule  | -               | s.t.     |
| 9    | Kurt Stöpel       | Atala           | s.t.     |
| 10   | Georges Lemaire   | Wendels-Jenatzy | s.t.     |